# CWKS Resovia
Cywilno-Wojskowy Klub Sportowy Resovia (CWKS Resovia) – polski wielosekcyjny klub sportowy działający w Rzeszowie. Początkowo związany przede wszystkim z piłką nożną, obecnie posiada także m.in. sekcję siatkarską, łuczniczą i lekkoatletyczną.
Klub wykorzystuje stadion z miejscami dla 3330 widzów oraz dwie hale sportowe (Halę Podpromie na 4300 miejsc oraz Halę ROSiR na 800 miejsc).

## Historia
- 1909 – 1 sierpnia – mecz w parku miejskim (z Czarnymi Lwów 1:8), gospodarze określani są jako „Czerwono-czarni”[1] oraz „Czarni” i „Rzeszowianie”[2], mecz ten jest przez niektórych badaczy uznawany jako początek drużyny Resovii
- 1910 – 10 lipca – derby w parku miejskim (Resovia – Bar Kochba Rzeszów 6:1)[3], 2 października – mecz Resovii w parku miejskim (z Wisłoką Dębica 8:4)[4]
- 1911 – czerwiec – zebranie założycielskie klubu (pod nazwą Rzeszowskie Koło Sportowe) zorganizowane z inicjatywy Hermana Kleinmana[5][6]

Klub został oficjalnie zarejestrowany w 1910, jednak jego początki sięgają drużyn szkolnych działających na terenie Rzeszowa już w latach 1905-1907. Z tego względu na różnych etapach swojej historii klub uznawał za datę swojego powstania lata 1905, 1907 i 1910.
Resovia zawiesiła działalność na czas I wojny światowej, jednak wznowiła ją już w 1919 roku. W czerwcu 1920 otwarto pierwszy Stadion Resovii na błoniach przy ulicy Krakowskiej. Już rok później klub przekształcił się z amatorskiego towarzystwa sportowego w klub zajmujący się sportem wyczynowym. Resovia powstała jako klub piłkarski, jednak już w latach 20. powstały sekcje tenisa, lekkiej atletyki, kolarska, a w roku 1932 – sekcja siatkówki. W latach 30. powstały także sekcje bokserska, strzelecka, tenisa stołowego i koszykówki.
Początkowo klub był organizacją czysto cywilną, jednak 12 lutego 1933 połączył się z drużyną sportową stacjonującego w garnizonie Rzeszów 17. pułku piechoty. Powstałe w ten sposób Wojskowo-Cywilne Towarzystwo Sportowe „Resovia” wywalczyło m.in. piłkarskie mistrzostwo (1937) i wicemistrzostwo (1933, 1934) Okręgu Lwowskiego. 10 marca 1935 prezesem zarządu klubu sportowego WCTS Resovia został ppłk Stanisław Siuda, a prezesem honorowy starosta rzeszowski Marian Panglisz. Współpraca z Wojskiem Polskim zakończyła się w 1938, kiedy Resovia ponownie przyjęła cywilny statut i nawiązała współpracę z rzeszowskim oddziałem zakładów Cegielskiego (obecnie Zelmer). Wtedy też klub przemianowano na Klub Sportowy H. Cegielski Poznań Resovia w Rzeszowie.
Po wojnie i przyjętej w 1949 reorganizacji kultury fizycznej w wyniku uchwały Biura Politycznego KC PZPR z września 1949 Resovia została przemianowana na Ogniwo Rzeszów w związku z nomenklaturą pochodzącą od związków branżowych. Na początku 1955 doszło do krótkotrwałego połączenia Ogniwa Rzeszów ze Spójnią Rzeszów, w wyniku czego powstało zrzeszenie sportowe Sparta Rzeszów. W listopadzie 1955 zostały połączone koła sportowe Budowlani i Resovia w jedno koło pod nazwą ZS Budowlani TKS Resovia oparte o ZBM i RPZB w Rzeszowie. W 1960 w klubie działało 11 sekcji, w 1964 już tylko 6. W latach 60. Resovia połączyła się z WKS Bieszczady Rzeszów, przejmując zawodników tego klubu.

## Informacje ogólne
- Barwy: od 1911 biało-czerwone (na początku istnienia klub miał oficjalnie na przemian barwy biało-czerwone i czerwono-czarne[potrzebny przypis])
- Przydomek: Malta, Pasiaki, Pasy, Sovia

## Sportowcy

### Olimpijczycy
Bronisław Bebel, Jolanta Bebel, Bogusław Duda, Krzysztof Gierczyński, Stanisław Gościniak, Krzysztof Ignaczak, Bogusław Kanicki, Marek Karbarz, Zdzisław Myrda, Franciszek Niemiec, Jan Popowicz, Włodzimierz Stefański, Jan Such, Maria Szeliga, Marcin Wika, Paweł Woicki, Barbara Wojnar-Baran.

#### Medaliści olimpijscy
Bronisław Bebel, Marek Karbarz, Włodzimierz Stefański.

### Mistrzowie świata
Katarzyna Wiśniowska, Łukasz Kustra, Stanisław Gościniak, Marek Karbarz, Włodzimierz Stefański, Krzysztof Martens.

### Indywidualni mistrzowie Polski
Jan Baran-Bilewski, Katarzyna Wiśniowska, Jan Popowicz, Bogumiła Bielas-Kustra, Maria Szeliga, Małgorzata Szczepańska-Trojnar, Anna Dyrak, Aldona Szymutko, Mirosław Szymutko, Piotr Furman, Bogusław Duda, Jan Kłos, Barbara Wojnar-Baran, Jacek Pastusiński, Kazimierz Chudziński, Anna Sabat.

### Drużynowi mistrzowie Polski
- siatkarze – 1971, 1972, 1974, 1975, 2012, 2013, 2015
- koszykarze – 1975
- łuczniczki – 1961, 1962, 1963, 1965, 1968, 1969, 1970, 1974, 1975, 1978, 1980, 1985
- łucznicy – 1961, 1962, 1963, 1965, 1968, 1969, 1970, 1989, 1991.

## Sekcje
Hokej na lodzie
Koszykówka
Siatkówka
Piłka nożna
Żużel